# Lokvarsko jezero
Lokvarsko jezero je umjetno jezero duboko 40 metara. Stvarano je od 1952. do 1955. kada je rijeka Lokvarka zaustavljena u radnim akcijama. Potopljena je dolina s naseljem Srednji jarak i 3 pilane, te nekoliko kilometara ceste Lujzijane.
Lokvarsko jezero okružuju goranske crnogorične šume zbog čega je ono turistička atrakcija, te okupljalište športaša i rekreativaca.
Na jezeru je održano I. svjetsko prvenstvo u podvodnoj orijentaciji, te brojne međunarodne veslačke regate, a od 1978. ovdje se održava tradicionalni susret planinara, biciklista i ostalih ljubitelja prirode pod nazivima POJ i BOJ (pješice ili biciklom oko jezera). Lokvarsko je jezero i omiljeno boravište ribiča, jer je bogato klenom, šaranom, karasom, pastrvama i drugim vrstama riba. Pedantni ribiči su zabilježili da je baš u Lokvarskom jezeru 1973. ulovljena najveća riječna pastrva u svijetu, teška nevjerojatnih 25,40 kilograma. Lokvarsko jezero se nalazi u blizini naselja Lokve.

## Povijest
Prvobitni naziv Lokvarskog jezera bio je Omladinsko jezero, u čast na graditelje brane, koju su stvorile omladinske radne brigade od 1952. do 1955. U dokumentima iz tog vremena stoji da je bilo "više stotina radnih brigada u kojima je bilo 27 tisuća brigadira i brigadirki", dobrovoljaca. No, prema svjedočanstvima tadašnjih brigadira, rad i nije uvijek dobrovoljan, ali je bio besplatan. Njemački i domaći ratni zarobljenici također su bili prisiljeni na rad.
Jedan od bivših akcijaša Umberto Vidari je izjavio o radnoj akciji:
"Bilo je jako, jako naporno, radilo se i danju i noću… Karijola, kramp i lopata, to je bila sva mehanizacija. Ali… bilo je i lijepih trenutaka. Drugarice brigadirke radile su i živjele zajedno s drugovima brigadirima pa je bilo i romansa, a neki su udarnici završili i pred matičarem, a neki, možda, kasnije tajno i pred oltarom. Bilo kako bilo, izgradnja takve brane, kakva je do tada u cijelom svijetu postojala samo na dalekim Filipinima, bila je pravi pothvat. Tada je nekoliko omladinki i omladinaca izgubilo život, više ih je ozlijeđeno, a neki su postali trajni invalidi. "Napredak traži žrtve", pisalo je u tadašnjim tiskovinama. Unatoč složenosti i težini posla, omladinci su uz pomoć robijaša godine 1954., na lokaciji antičkog naziva Homer uspješno i, dakako, prije roka izgradili nasutu branu visoku 48 metara, koja tamo stoji i danas."
U zapisima diplomiranog građevinskog inženjera Stanka Manestra stoji:
"Radne obveze, koje su preuzimale omladinske radne brigade, bile su svetinja. Tako je, primjerice, za nabijanje gline u klinu brane Lokvarka postavljen vrlo kratak rok zbog opasnosti nadolaska velikih voda. Omladinci su radili u tri smjene. Rok za dovršenje bio je u 6 sati ujutro, jednoga dana. Navečer sam obišao radove i zaželio omladincima puno uspjeha. Oko 0,30 sati ujutro probudilo me lupanje na vratima barake. Otvorim prozor pred kojim je stajao zapovjednik brigade u pratnji nekoliko omladinaca. Slijedio je raport: "Druže inženjeru. Obavještavam vas da je naša brigada izvršila zadatak na nabijanju gline u klinu brane pet i pol sati prije roka!" Krilatica toga vremena "druže, snađi se", vidljiva je iz još jednog zapisa inženjera Manestra: "Jasno definirani radni zadaci bili su apsolutna obveza. Natjecanje u ostvarivanju i premašivanju rezultata bio je stalan način rada. Pobjednička prijelazna zastavica išla je često s jednog gradilišta na drugo (Tribalj, Razromir, Desni, Kobiljak, Lič, Bajer). U takvoj situaciji nestaje nam na gradilištu kolosijeka cijevi i štapina. Građevna uprava iz Fužina nije imala tog materijala. Saznali smo da je naše susjedno gradilište osiguralo određenu zalihu i dobro je prikrilo. Noću je riješen problem. Ekipa jakih i hrabrih uspješno je, na ilegalan način, "posudila" određeni materijal, prebacila ga na gradilište, i noćna je smjena nastavila rad. Tog mjeseca prijelazna je zastavica bila naša."

## Hidroenergetski sustav Vinodol
Osnovni hidroenergetski sustav (HES) Vinodol sastoji se od Lokvarskog jezera, Crpne stanice Križ (CS Križ), spojnog tlačnog tunela Lokvarka – Ličanka, Crpne hidroelektrane Fužine, Vrelo (4,8 MW), umjetnog jezera Bajer, Reverzibilne hidroelektrane Lepenica ili RHE Lepenica (1,326 MW), umjetnog jezera Lepenica, Retencije Potkoš, Crpne stanice Lič (CS Lič), gravitacijskog zahvata ili kanal Benkovac, tunela, armirano-betonskog cjevovoda i čelično tlačnih cjevovoda sveukupne duljine 18,8 kilometara, derivacijskog dovoda (provodnici vode) duljine od približno 10,5 kilometara do Triblja, te HE Vinodol u Triblju (94,5 MW). Hidroenergetski sustav Vinodol koristi vode vodotoka Gorskog kotara: Lokvarka, Križ potok, Ličanka s pritokama Kostanjevicom i Lepenicom, Potkoš, Benkovac, Potok pod grobljem, a umjetna jezera su Lokvarsko jezero, Bajer, Lepenica, te Potkoš.
Ukupni hidropotencijal (maksimalna mogućnost akumuliranja) u umjetnim jezerima HES Vinodol je 41 563 x 106 m3 vode. Ukupni korisni (iskoristivi) obujam vode u umjetnim jezerima HES Vinodol iznosi 40 593 x 106 m3, za moguću proizvodnju vodnih turbina HE Vinodol u Triblju. Hidroenergetski potencijal Vinodol, s jedne strane, rezultat je velikog raspoloživog pada (kotline Ličanke i Lokvarke s njihovim pritocima nalaze se na više od 700 metara nad morem, dok je Vinodolska dolina – gdje je smještena HE Vinodol, na približno 60 metara nad morem), što je jedan od najvećih ostvarenih padova na hidroenergetskim postrojenjima u Europi. S druge strane, raspoložive količine vode razmjerno su skromne i podložne znatnim promjenama protoka. Ukupna veličina sliva svih voda tog područja iznosi 80,8 km2, dok se nadmorska visina kreće između 700 i 1 100 metara. Ukupni prosječni godišnji dotok HES Vinodol iznosi 3,27 m3/s, a prosječna godišnja količina oborine, mjerena u meteorološkoj postaji kod CHE Fužine kao reprezentativnom mjestu za HES Vinodol, iznosi 2 600 mm (litara po četvornom metru godišnje). 

### Crpna stanica Križ
Crpna stanica Križ ili CS Križ ima namjenu da se u akumulaciju Lokvarskog jezera ubacuje voda potoka Križa, koji se u rijeku Lokvarku ulijeva nizvodno od brane umjetnog jezera. U tu svrhu je izgrađen bazen obujma oko 6000 m3 pored strojarnice u kojoj su smještene 4 vertikalne crpke kapaciteta dobave 400 l/s, visine dobave 24 metra, s pogonskim elektromotorom snage 140 kW, te jedna crpka kapaciteta 700 l/s, dobavne visine 24 metra s pogonskim elektromotorom 200 kW. Na taj se način za pohranjivanje 1 m3 vode troši 0,08 kWh, a ta voda zatim stvara energiju od 1,6 kWh padom do podzemne strojarnice HE Vinodol.

### Umjetno jezero Bajer
Lokvarsko i Bajersko jezero povezani su tlačnim tunelom Lokvarka – Ličanka ukupne duljine 3 456 metara, promjera 2,4 metra, s kojim se odvodi voda iz Lokvarskog jezera u jezero Bajer. Maksimalan volumni protok kroz tlačni tunel je 10 m3/s. Ovaj tunel služi također za prepumpavanje vode u slučajevima velikih valova Ličanke u veće Lokvarsko jezero. Tlačni tunel, neposredno prije zasunske komore, završava se čeličnim tlačnim cjevovodom s kojim se dovodi voda u crpnu hidroelektranu Fužine.

## Galerija
- Prazno Lokvarsko jezero
- Panoramski pogleda na Lokvarsko jezero